# Alfred Kienzle
Alfred Kienzle (ur. 1 maja 1913 w Stuttgarcie, zm. 4 września 1940 w Reims) – niemiecki piłkarz wodny, srebrny medalista olimpijski z Berlina.
Członek zespołu, który w 1936 zdobył srebrny medal na letnich igrzyskach olimpijskich w Berlinie. Wystąpił w jednym spotkaniu.
Zdobył srebrny medal w turnieju piłki wodnej na mistrzostwach Europy w 1938 w Londynie.
Zginął w czasie walk w rejonie Reims w północnej Francji podczas II wojny światowej.